# Idria (fiume)
L'Idria (in sloveno: Idrijca) è un fiume lungo 60 km della Slovenia occidentale.

## Corso del fiume
L'Idria nasce presso Rupa Fredda (Mrzla Rupa), una frazione dell'insediamento di Voschia del comune di Idria.
Il fiume è il principale affluente del fiume Isonzo (al quale si unisce presso Santa Lucia). Lungo il suo percorso bagna i comuni di Idria, Circhina e Tolmino.
Il suo bacino idrografico copre 598 km2. Tra i suoi affluenti vi sono il torrente Zala, Belca e il fiume Baccia (che ne versa le sue acque presso Baccia).
Lungo il suo corso, e quello del Belca e Zala, vi sono delle chiuse (klavže), un meccanismo grazie al quale nel periodo dal XVII al XIX secolo si trasportava il legno per la miniera di Idria. Alcune chiuse, più o meno ben conservate (Idrijčne, Putrihove, Smrečne) sono nascoste dietro il lago Selvaggio (Divje jezero). Quelle sul torrente Belca sono state invece completamente ricostruite. Secondo il disegno di Ivan Mrak, il letto del fiume è stato chiuso da una diga di pietra, coperta da una tettoia in legno. All'interno si trova un arco, chiuso da una porta di legno. Le chiuse risalgono al 1750 circa.

## Galleria d'immagini

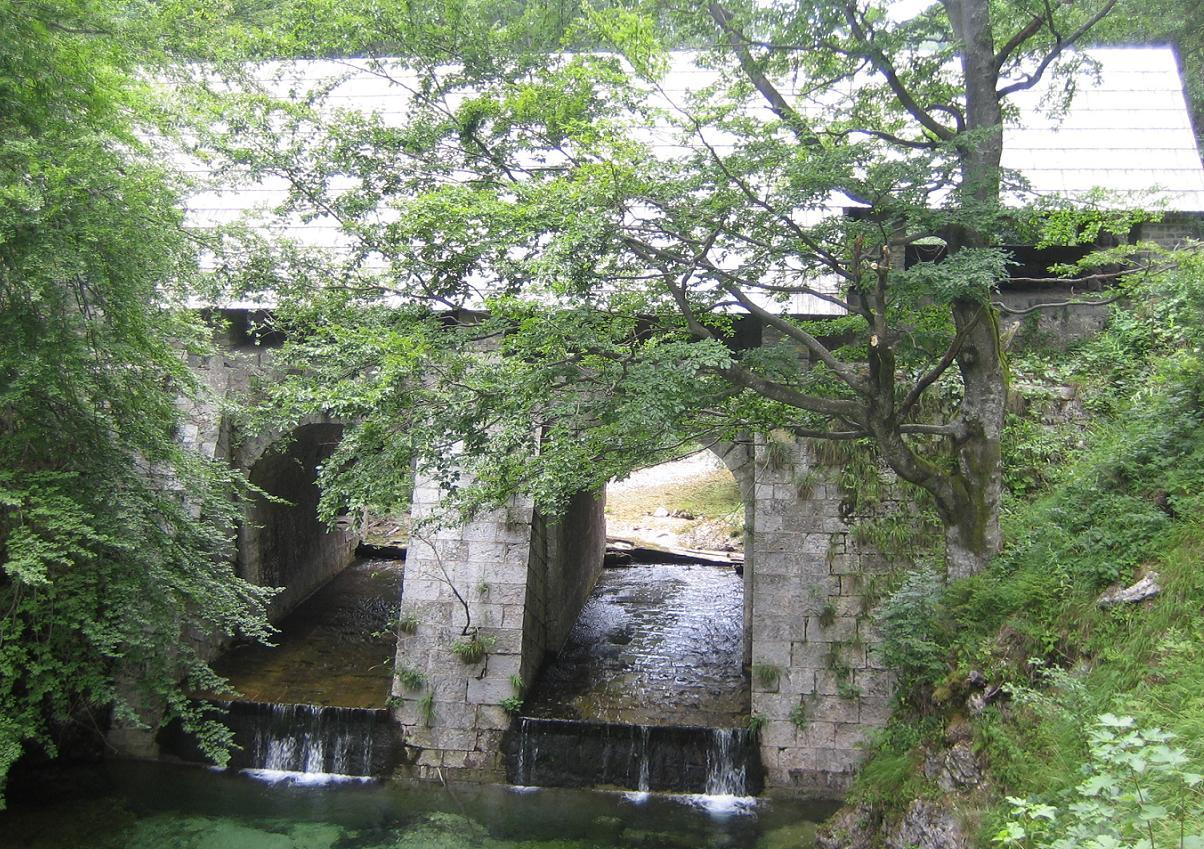
Chiuse nella parte superiore del fiume
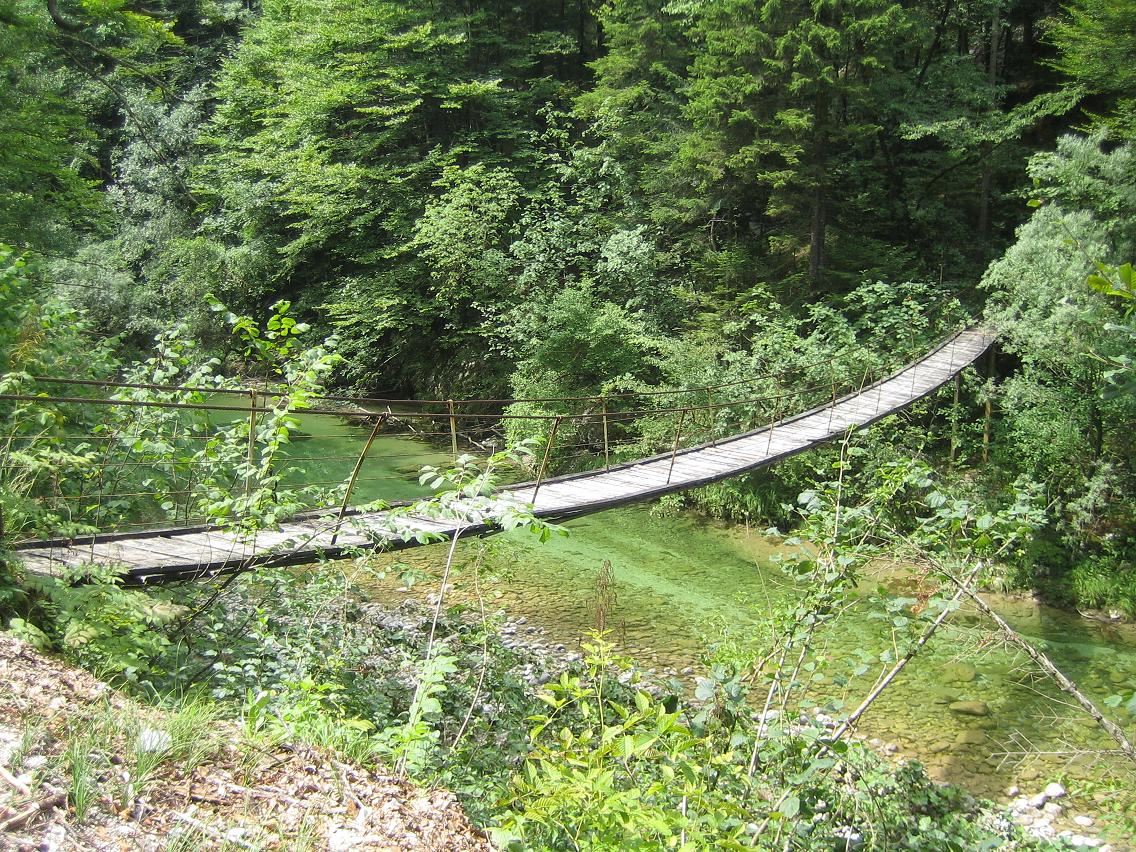
Passerella sul fiume
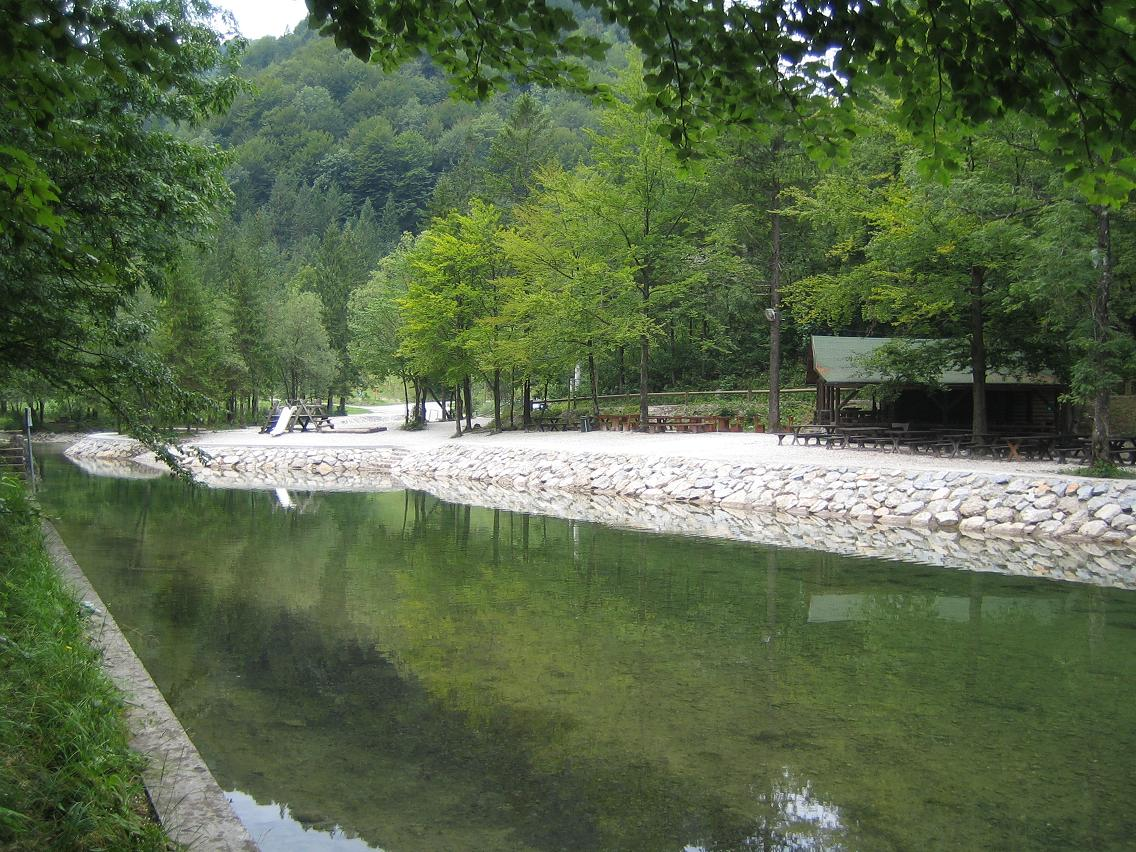
Stabilimento ginnico (alla confluenza con la Belca)
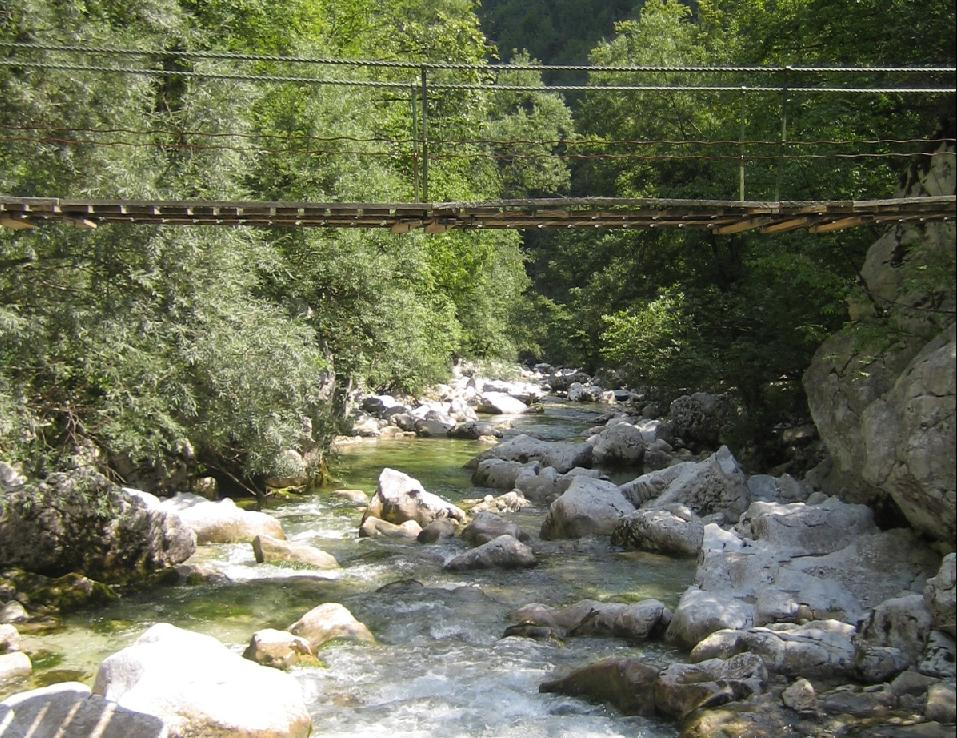
Passerella sul fiume